# Китайцы в США
Китайцы в США (упрощ. иер. 华裔美国人, трад. иер. 華裔美國人) — американцы китайского происхождения. Являются частью китайской общины и в то же время классифицируются как американцы азиатского происхождения. Термин используется не только к китайцам, мигрировавшим непосредственно из Китая, но и гонконгцам, сингапурцам, тайваньцам и китайцам из других стран, где велика китайская община.

## История
Первые китайские мигранты появились в США в 1820 году. В 1852 году их число достигло 25 тысяч человек, а в 1880 году — 105 тысяч человек, большинство из них проживали на западном побережье страны и происходили из китайской провинции Гуандун. В 1868 году был ратифицирован американо-китайский договор Бурлингейма (пересмотрен в 1880 году), который разрешил свободную миграцию между двумя странами. В результате, только между 1870 и 1880 годами из Китая в США прибыл 138 941 иммигрант.. После строительства основных дорог, китайское население стало заниматься сельским хозяйством, снабжая рынки страны продуктами питания. Китайцы, в отличие от белых и выходцев из Африки (с 1870 года) не имели права получения гражданства США. В 1882 году в США был принят акт об исключении китайцев (в 1902 году продлен на 10 лет, а в 1904 году объявлен бессрочным), который запретил ввоз китайских рабочих в Штаты (на торговцев он не распространялся), а все кули, которые прибыли в страну легально, могли вернуться на Родину (при этом им выдавался таможенный сертификат, разрешающий возвращение в США) или оставаться при условии получения личных документов.

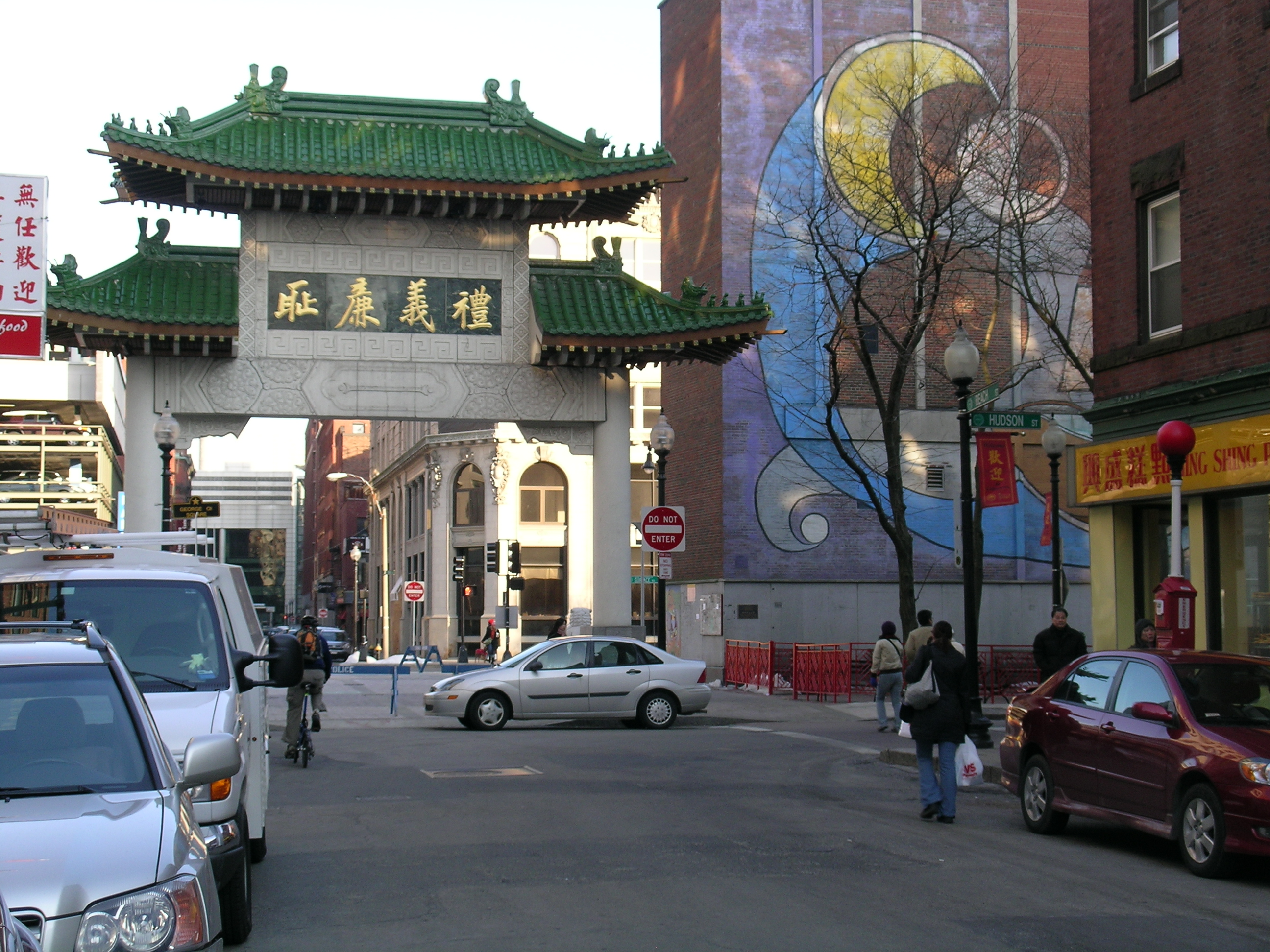
Ворота в чайнатаун, Бостон

В 1943 году был принят закон Магнусона, отменявший Акт об исключении китайцев и впервые в истории США разрешавший им натурализацию (до этого гражданами США китайского происхождения были только уроженцы США и их потомки). В 1950—1970-е гг. большинство китайских иммигрантов были выходцами из Гонконга и Тайваня, хотя среди них было немало уроженцев материкового Китая. Во второй половине XX века сперва в силу отмены расовых ограничений в американском законодательстве, а затем реформ Дэн Сяопина в КНР, число этнических китайцев быстро растёт и продолжает расти до сих пор. Так, в 1940 году в США жило чуть более 70 тыс. китайцев, а сейчас их число (включая смешанное население) приближается к 5 миллионам. Китайцы США преимущественно заняты в сфере образования и науки, а также в торговле и предпринимательстве, что во многом связано с тем, что в силу законов США и структуры диаспоры из Китая приезжают в основном высококвалифицированные специалисты и обеспеченные бизнесмены.

## Гражданство

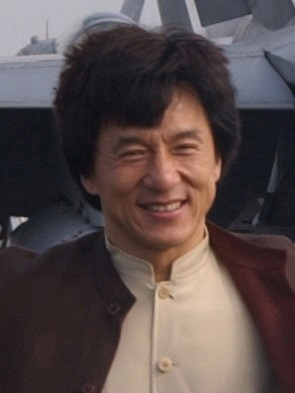
Джеки Чан, гражданин Гонконга и США

Юридически, все этнические китайцы, родившиеся в США, являются американскими гражданами. Иммигранты после процесса натурализации должны дать присягу на верность США, однако не обязаны отказываться от прежнего гражданства. Согласно законам КНР приобретение иностранного гражданства влечет за собой автоматическую утрату китайского. В то же время зарубежные китайцы в КНР максимально приравнены в своем статусе к китайским гражданам, что приводит к тому что иммигранты из Китая чаще приобретают американское гражданство по сравнению с выходцами из Японии, Южной Кореи, Индии и других стран Азии где двойное гражданство запрещено. В Гонконге и Макао существуют свои нормы о гражданстве, в частности жители Гонконга и Макао имеют право на второе гражданство.

## Расселение

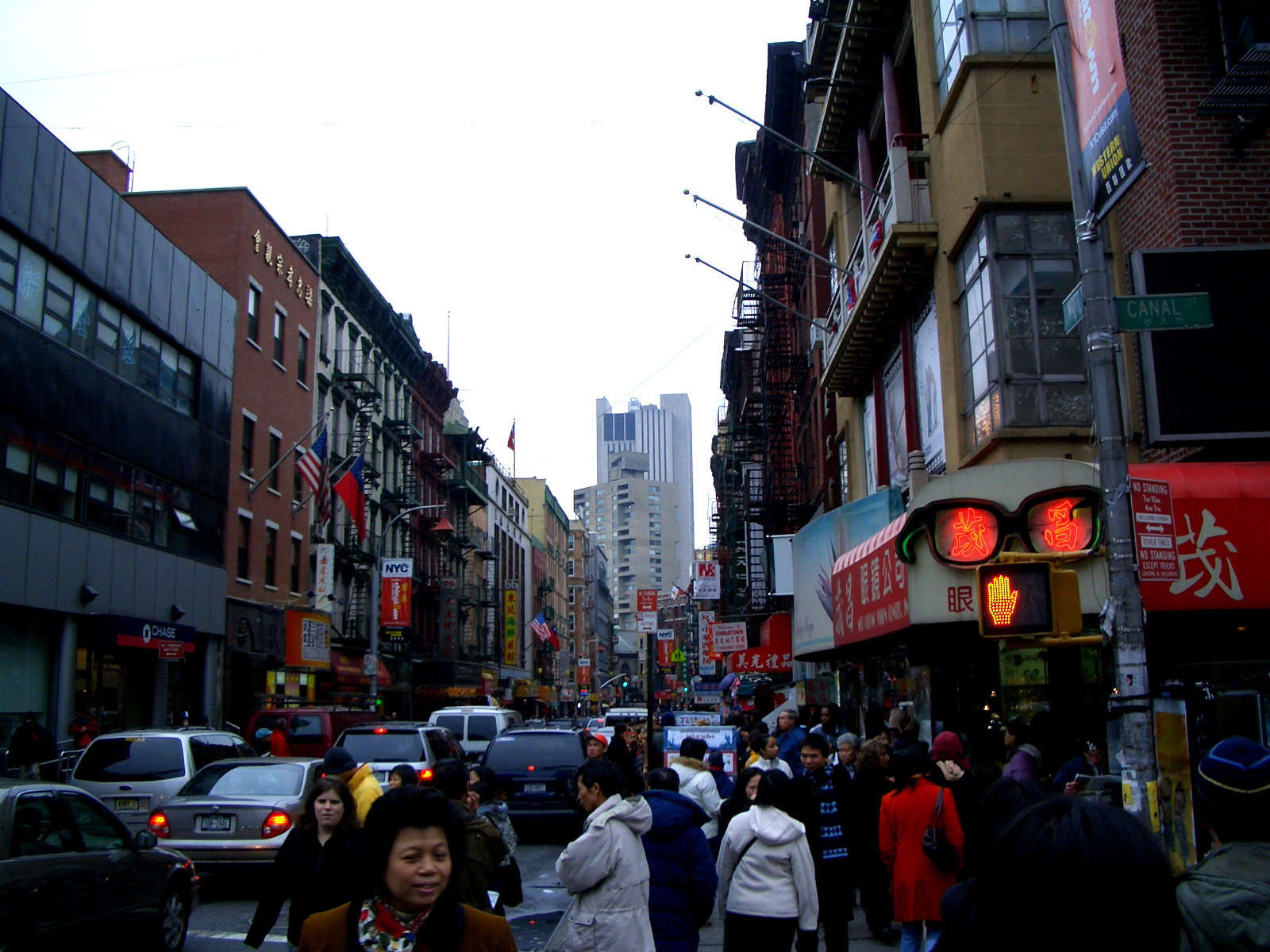
Чайнатаун в Манхэттене

Китайцы в США составляют 22,4 % азиатского населения страны. На 2006 год их численность оценивалась в 3,6 миллиона человек, что составляет 1,2 % населения страны. Наибольшее число китайцев проживает в районе Большого Нью-Йорка и в близлежащих штатах. Другие основные районы расселения: Область залива Сан-Франциско, Лос-Анджелес, Бостон, Чикаго и другие крупные города страны. Кроме того часть китайского населения рассеяна в сельских районах и университетских городках. На 2000 год китайское население составляло около 3 % от общего в Калифорнии и около 1 % — на северо-востоке. В крупных городах обычно также наличие нескольких чайнатаунов.

## Языки
Самый распространённый китайский язык в стране — кантонский, среди языков неанглоязычного населения он занимает третье место по числу говорящих. Это объясняется большим количеством мигрантов из района Дельты Жемчужной реки, особенно на протяжении XIX столетия. С увеличением мигрантов из материкового Китая всё большее значение занимает севернокитайский, среди иммигрантов последних лет распространены также миньские языки и у. Растёт число этнических китайцев с родным английским языком.